# Szolnok (distrikt)
Szolnok är ett distrikt i Ungern. Det ligger i provinsen Jász-Nagykun-Szolnok, i den centrala delen av landet, 90 km öster om huvudstaden Budapest.